# Tabouret
Pour les articles homonymes, voir Tabouret (homonymie).
 (juin 2022).
Si vous disposez d'ouvrages ou d'articles de référence ou si vous connaissez des sites web de qualité traitant du thème abordé ici, merci de compléter l'article en donnant les références utiles à sa vérifiabilité et en les liant à la section « Notes et références ».

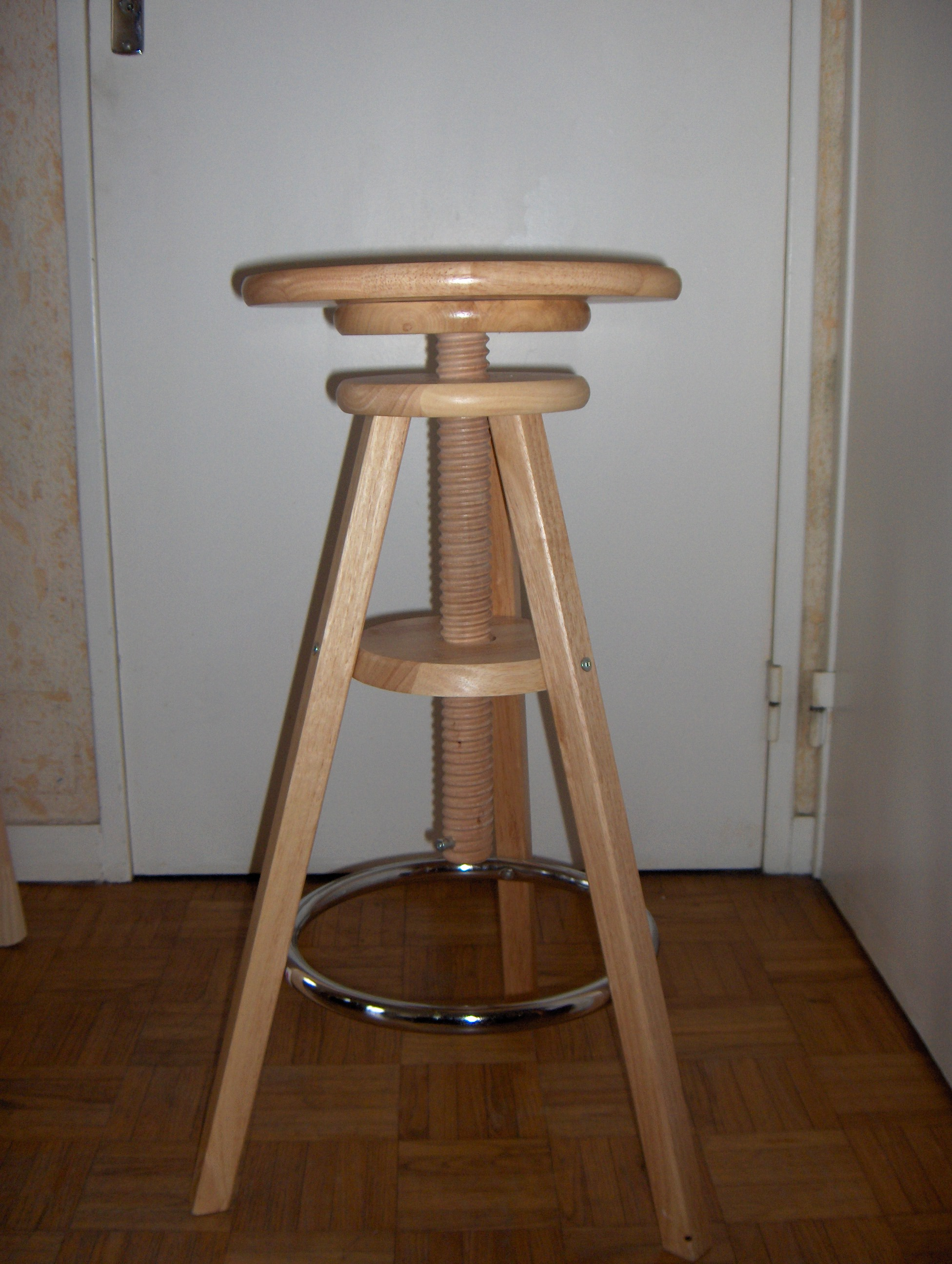
Tabouret à hauteur ajustable.

Le tabouret est un siège à un, trois ou quatre pieds, généralement sans dossier et sans bras. Il existe des tabourets spéciaux pour les pianistes et pour différents métiers ou activités. Certains modèles destinés à la traite des vaches, par exemple, ne possèdent qu'un ou deux pieds. Le tabouret de bar est un type de tabouret aux pieds inhabituellement longs, prévu pour s'asseoir au comptoir d'un bar.
Étymologiquement, le mot tabouret est dérivé de l'ancien français tabur (qui a donné également le mot tambour).

## Histoire

### En France
Le tabouret existe dans des factures simples et a suivi les styles et ornementations de son époque. Il a été le support de travaux pour dames. Une page du numéro 37 du Journal des connaissances utiles décrit en janvier 1896 la réalisation d'un tabouret brodé au passé. Le designer français Henry Massonnet crée en 1968 un modèle de tabouret en matière plastique, le Tam Tam.

#### Sous l'Ancien Régime

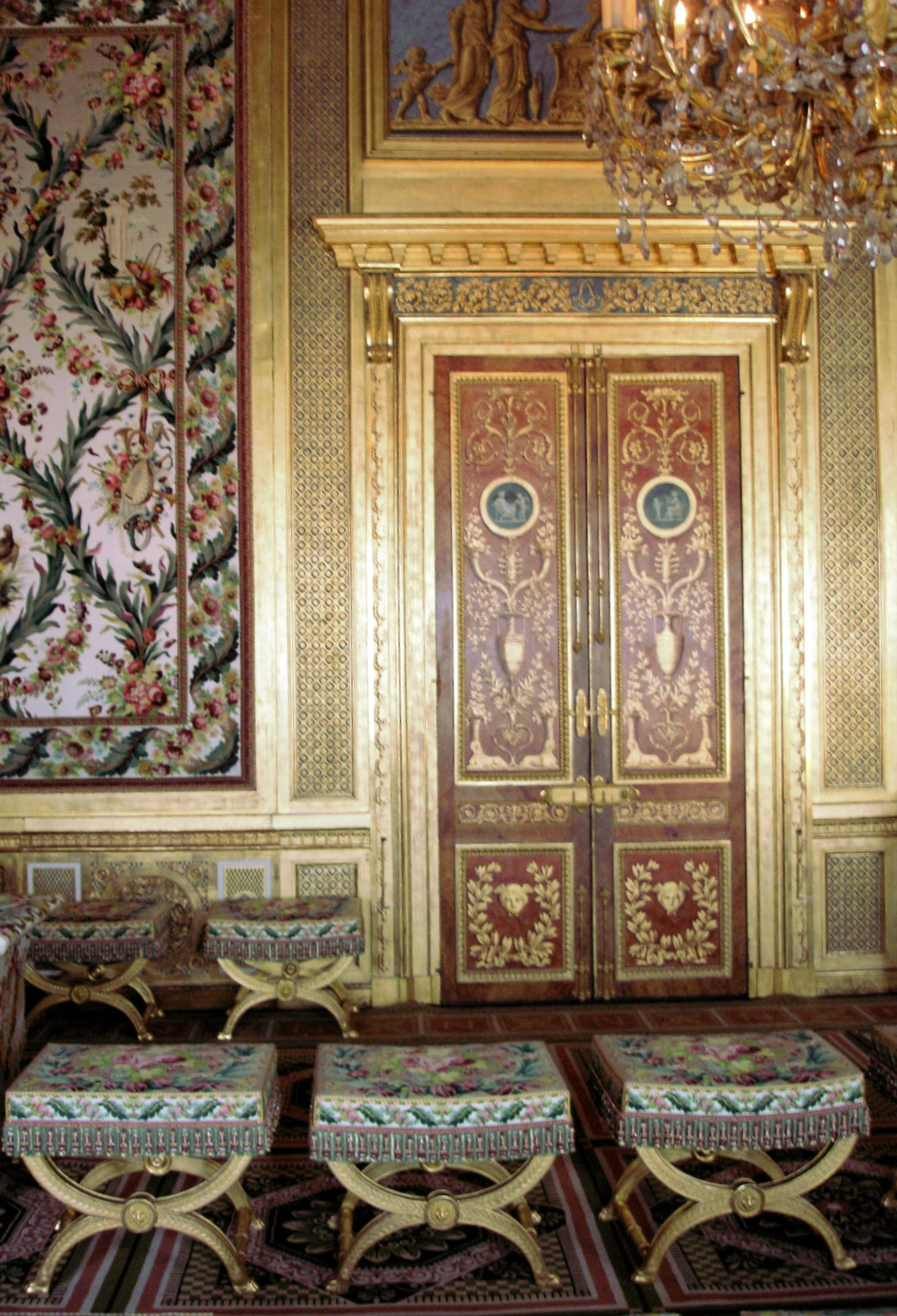
Le ployant est un tabouret pliant richement orné (ployants de style Empire au château de Fontainebleau).

Le tabouret acquiert un rôle et une signification bien précise au XVIIe siècle à la Cour de France de Louis XIV à Versailles. Pouvoir s’asseoir en présence de la famille royale était un honneur et un privilège matérialisé par un tabouret. Les tabourets étaient alors constitués d'une assise rembourrée avec pieds en bois courbés ornés de glands ; ils étaient apportés par un domestique en livrée et perruque. Les duchesses avaient automatiquement le privilège de pouvoir s'assoir en présence de la Reine.
En réalité, le tabouret ne devint un symbole de privilège que lorsque la mère de Louis XIV, la régente Anne d'Autriche octroya des tabourets à deux femmes qui ne possédaient pas le titre de duchesse. Cette décision provoqua un tel élan d'indignation qu'elle dut revenir dessus. Dans une lettre à sa fille, madame de Sévigné décrit un incident qui eut lieu au château de Saint-Germain-en-Laye pendant une audience avec la reine. « Il vint ensuite bien des duchesses, entre autres la jeune Ventadour, très belle et jolie. On fut quelque moment sans lui apporter ce divin tabouret. Je me tournai vers le grand maître et je dis : « Hélas ! qu'on le lui donne. Il lui coûte assez cher. » Il fut de mon avis. »

## Galerie

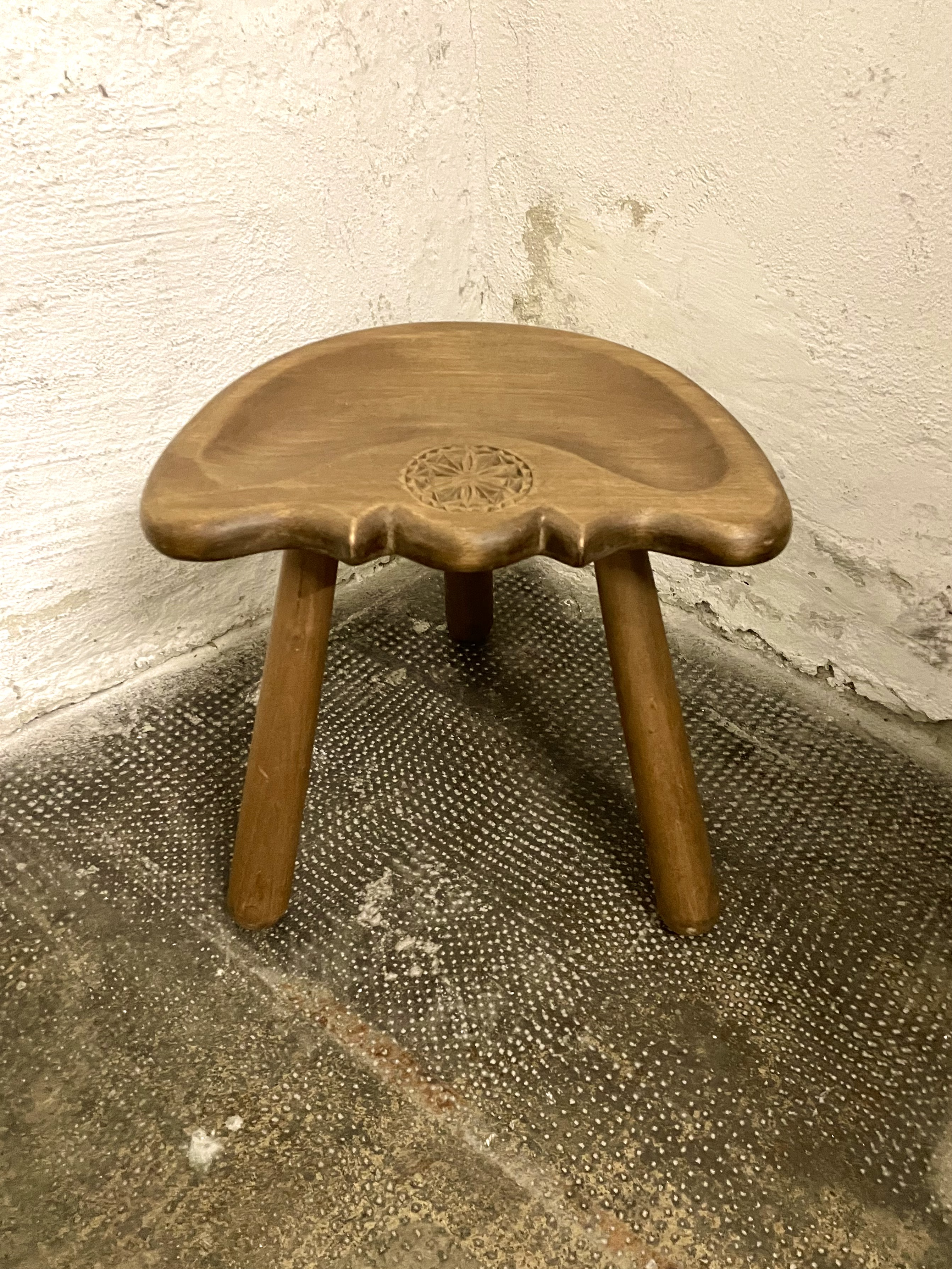
Tabouret de traite, XIXe siècle, Roumanie
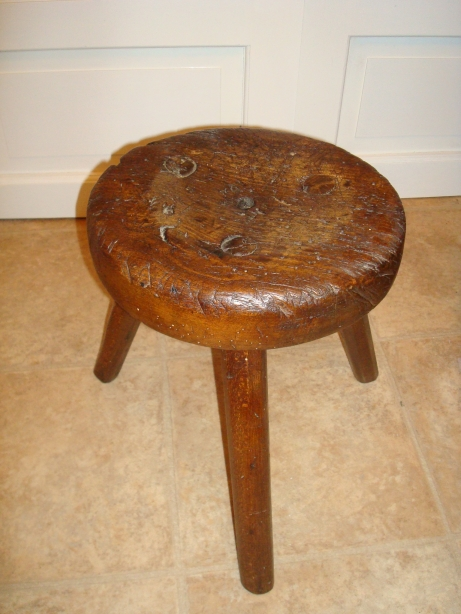
Autre tabouret pour traire.
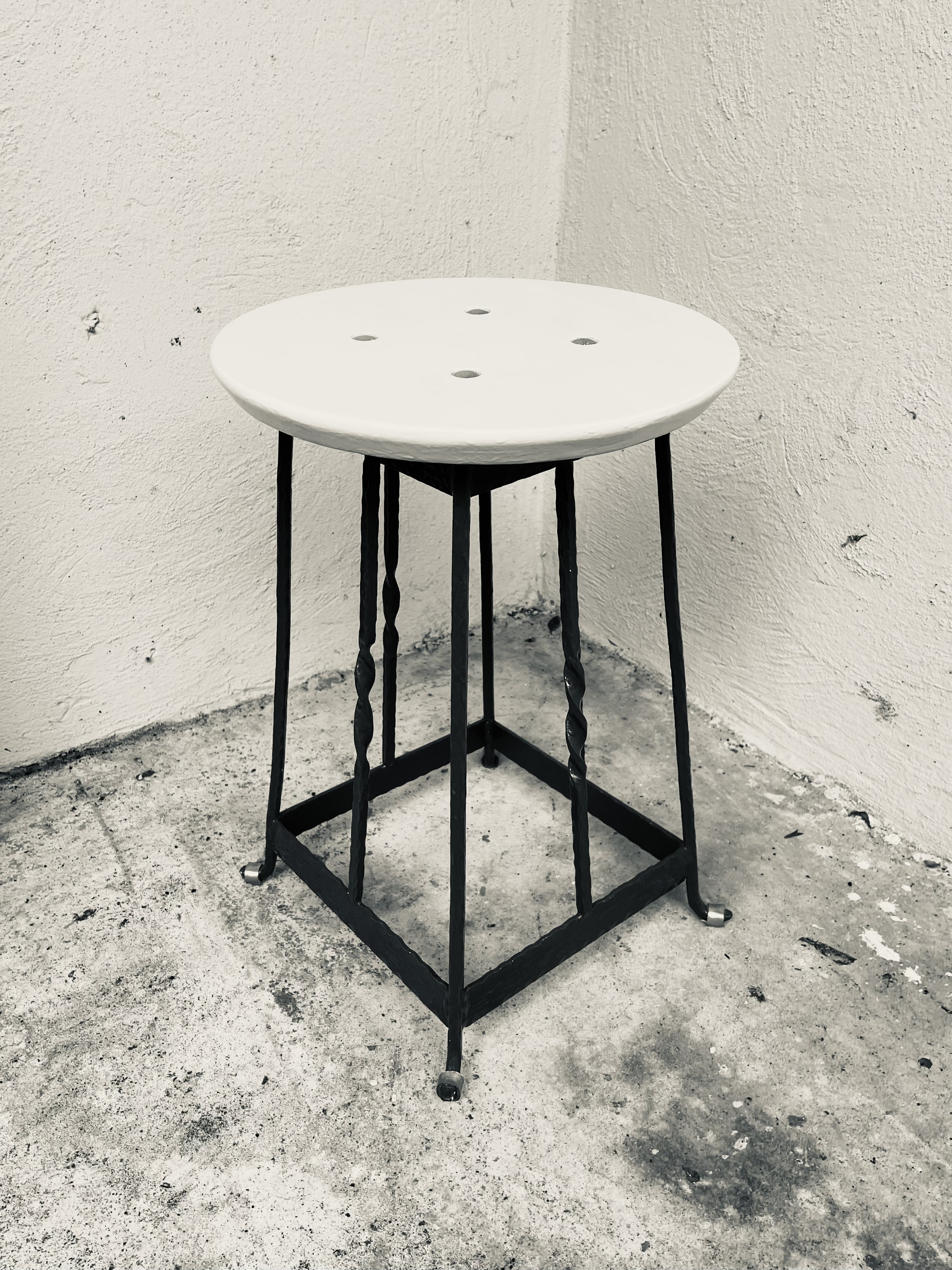
Tabouret Jacobin, Angleterre, 1910.
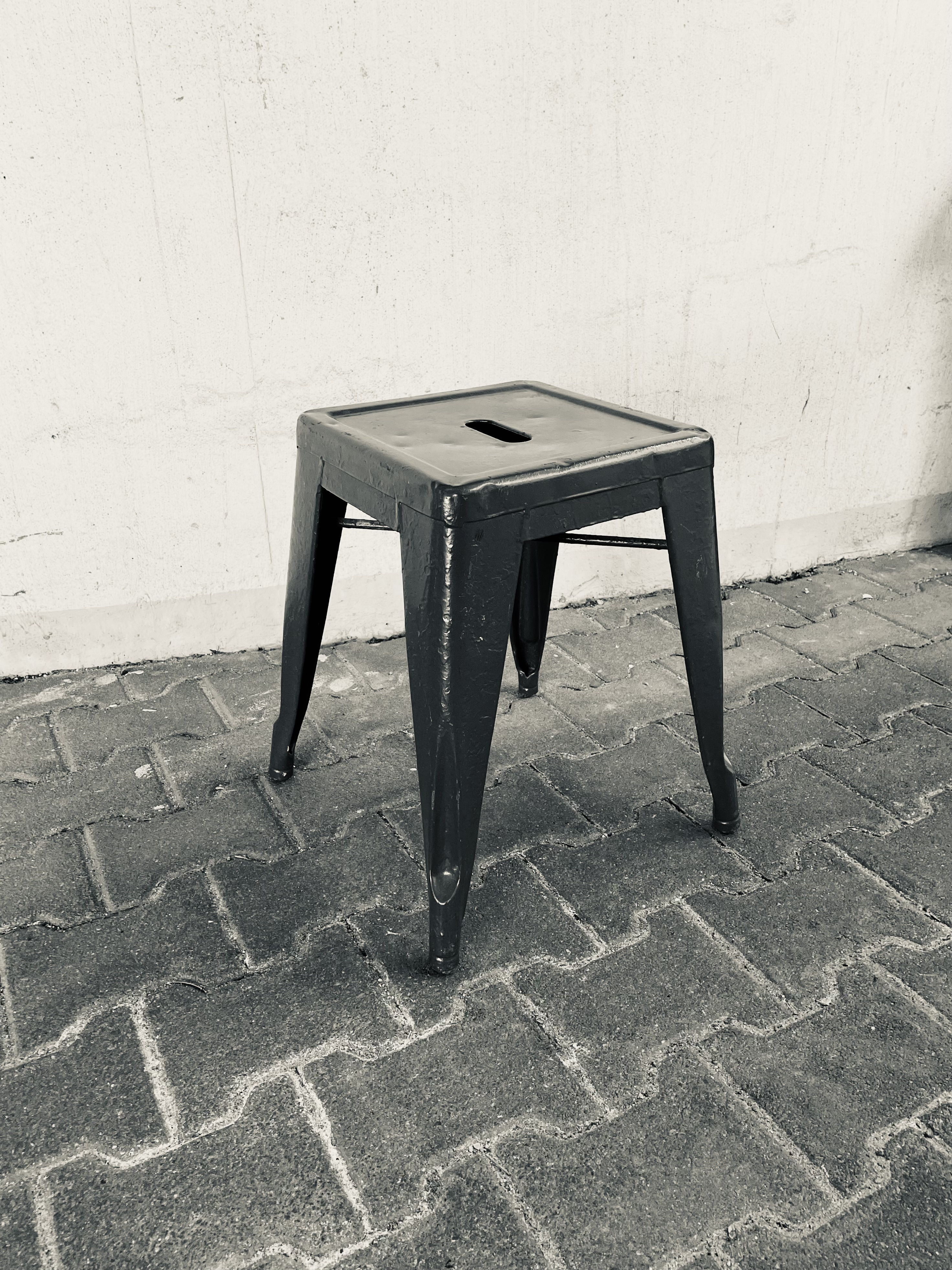
Tabouret métallique par Xavier Pouchard pour Tolix, France, 1945.
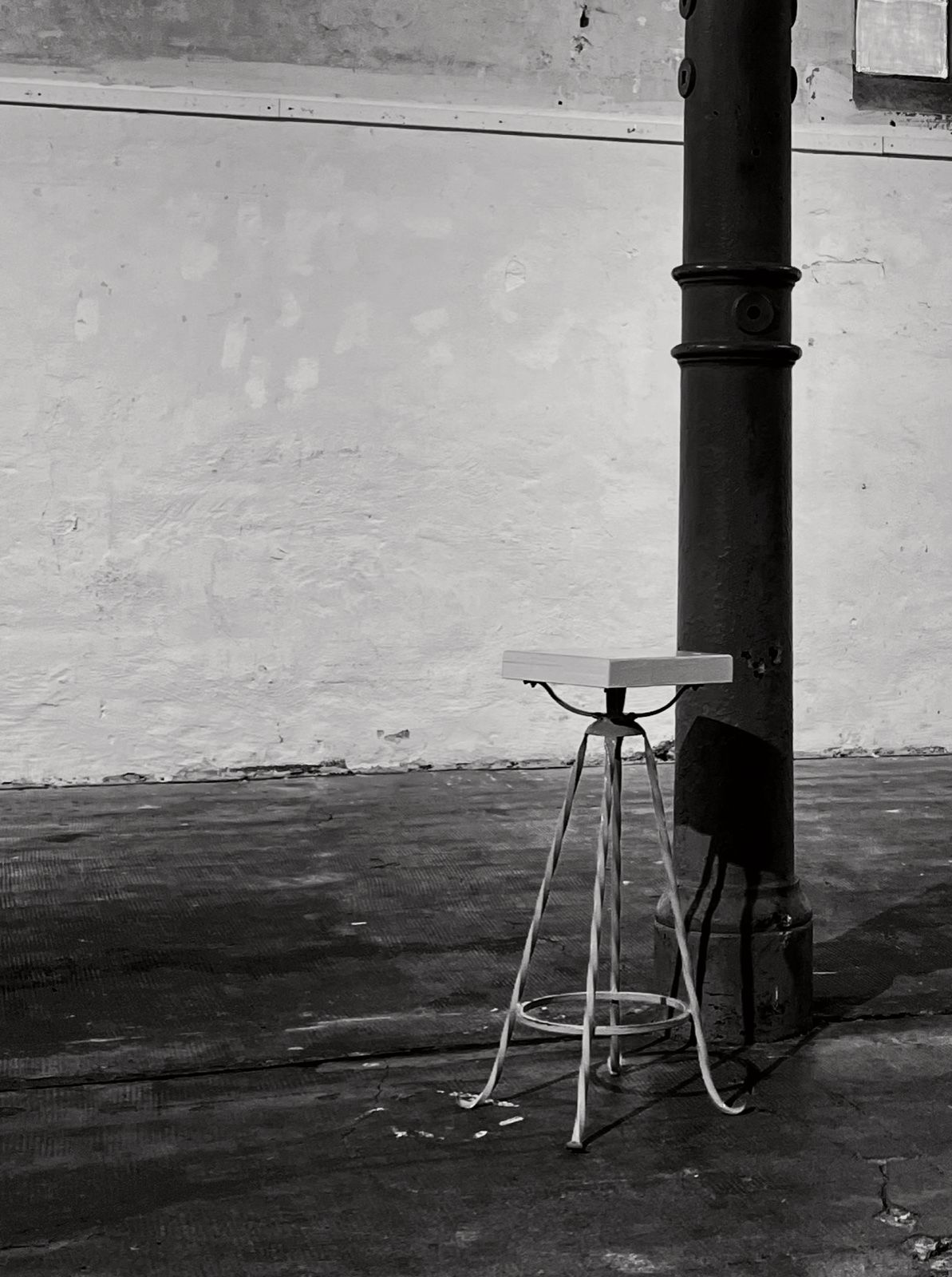
Tabouret de bar "Tour Eiffel" des années 1950, Paris.
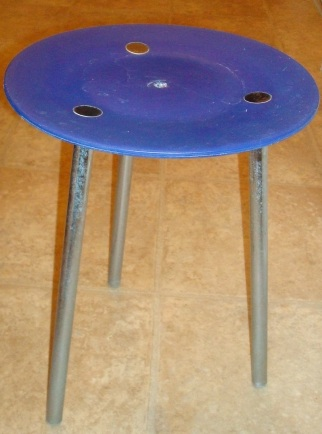
Tabouret moderne.
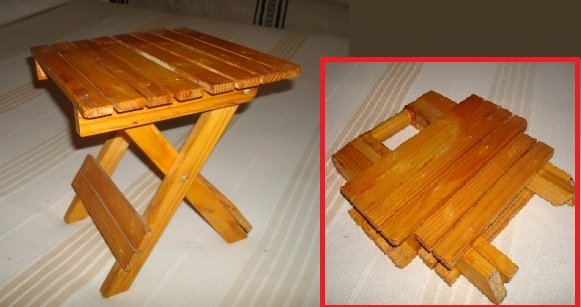
Tabouret pliant.
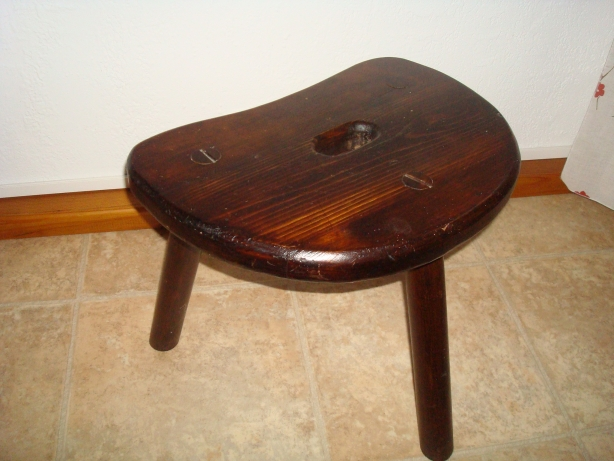
Ancien tabouret d'artisan.
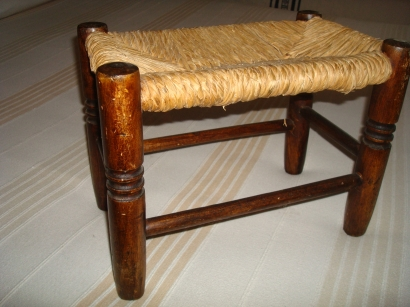
Tabouret paillé.
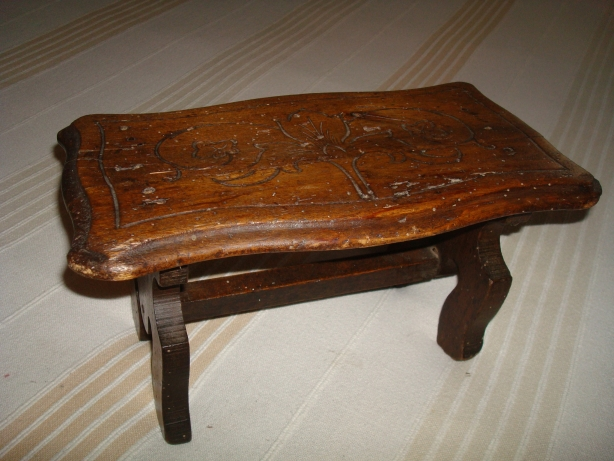
Escabeau, petit banc ou banc de pied en bois.
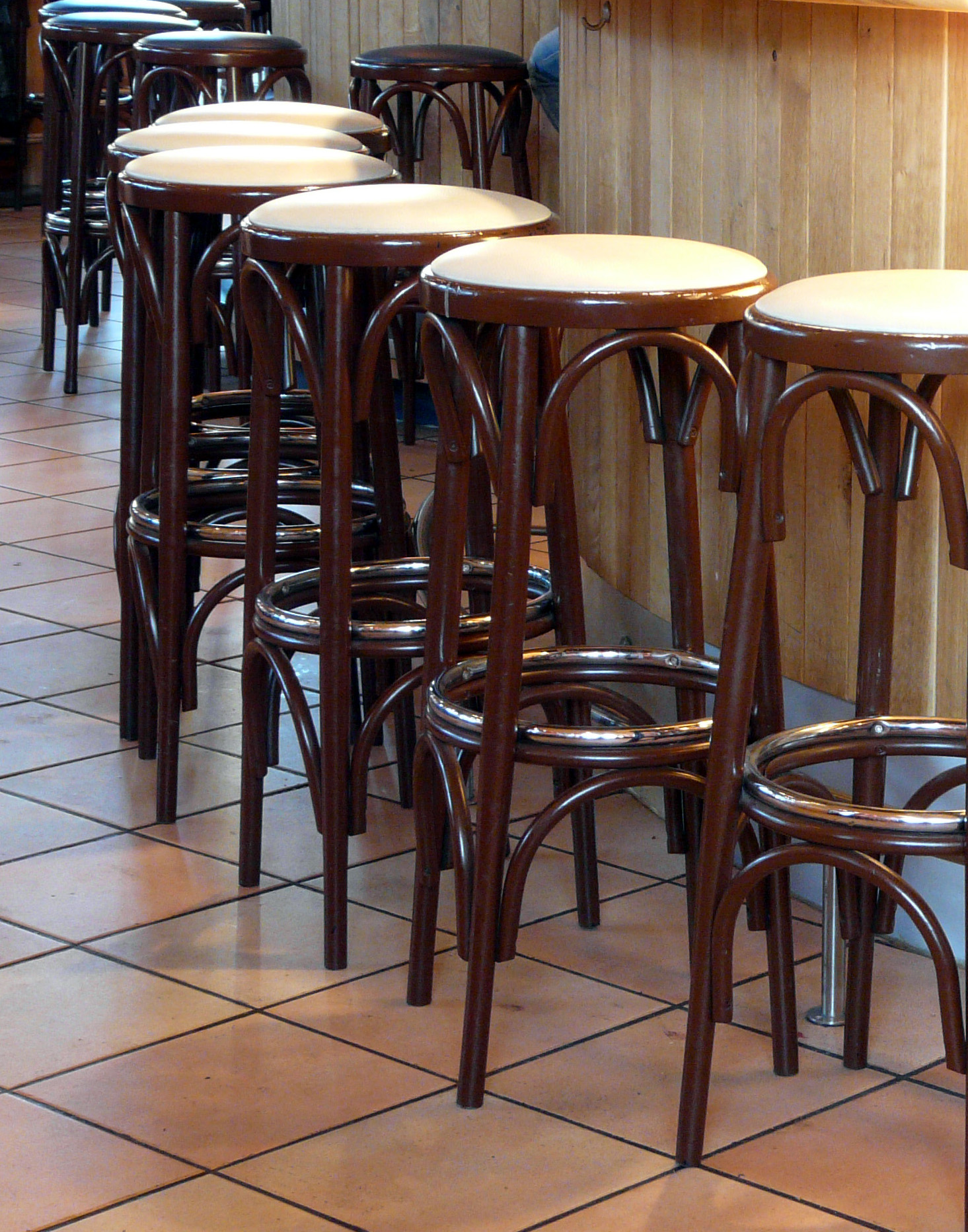
Des tabourets de bar en bois.
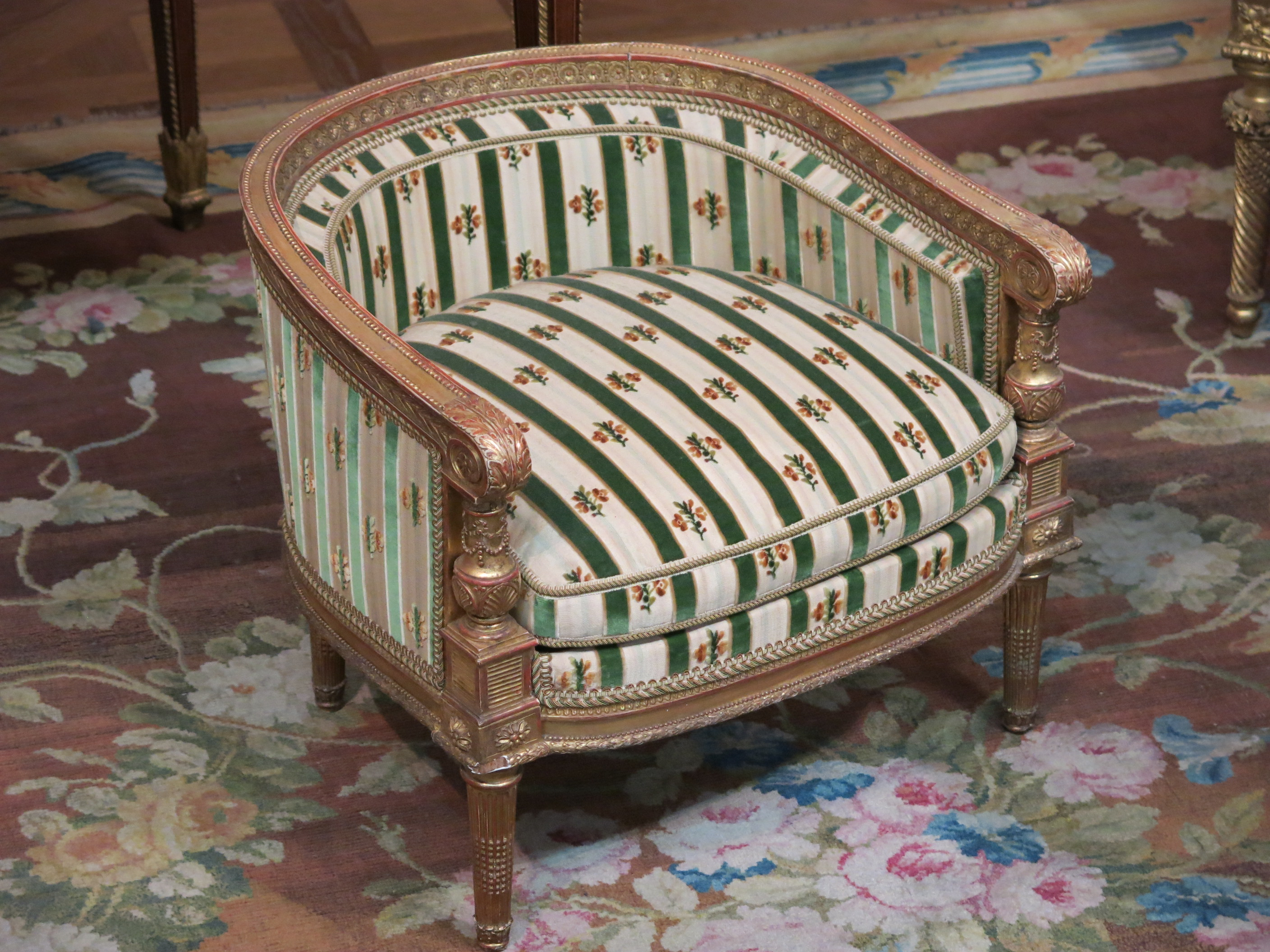
Tabouret de pied.
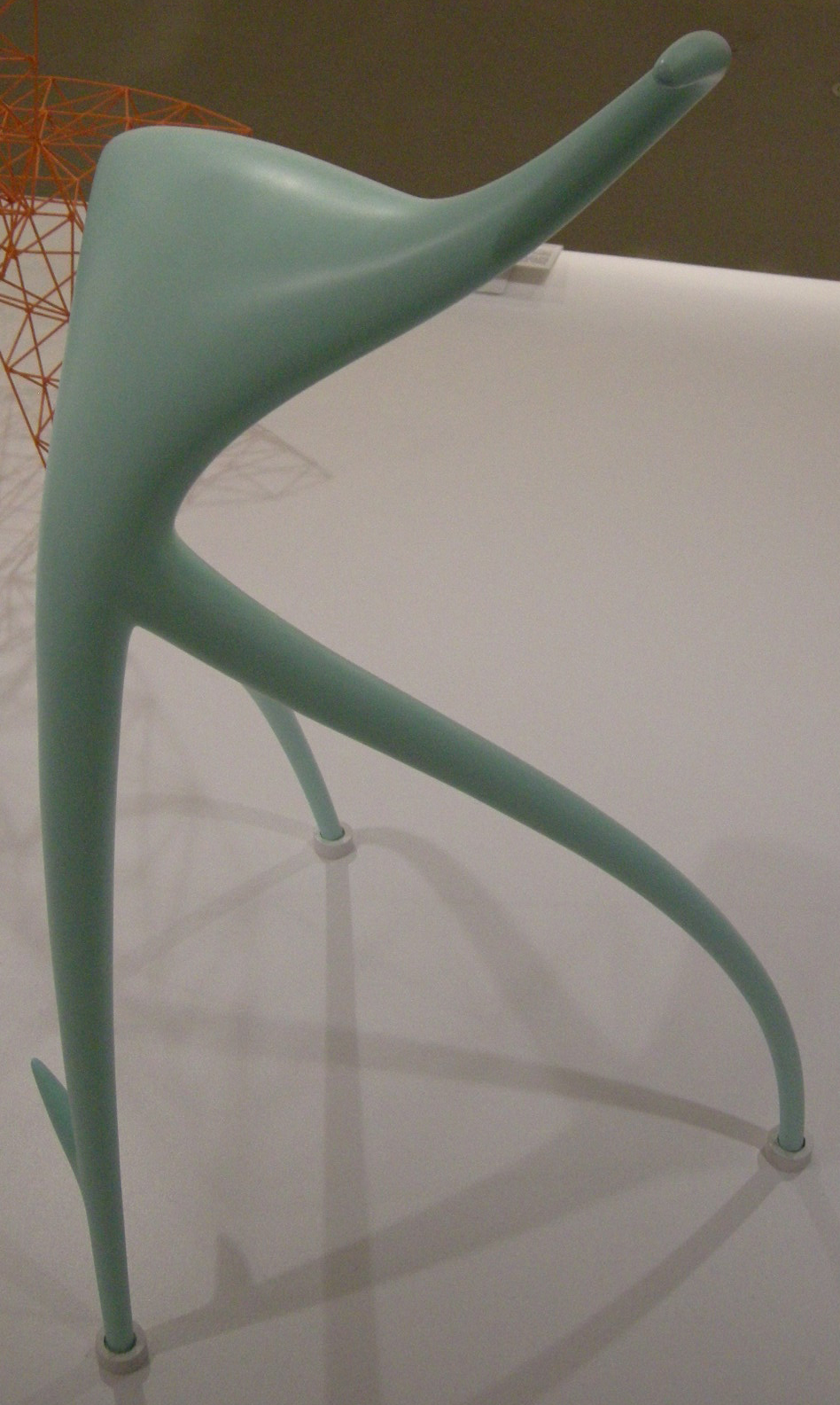
Le tabouret W.W., dessiné par Philippe Starck.
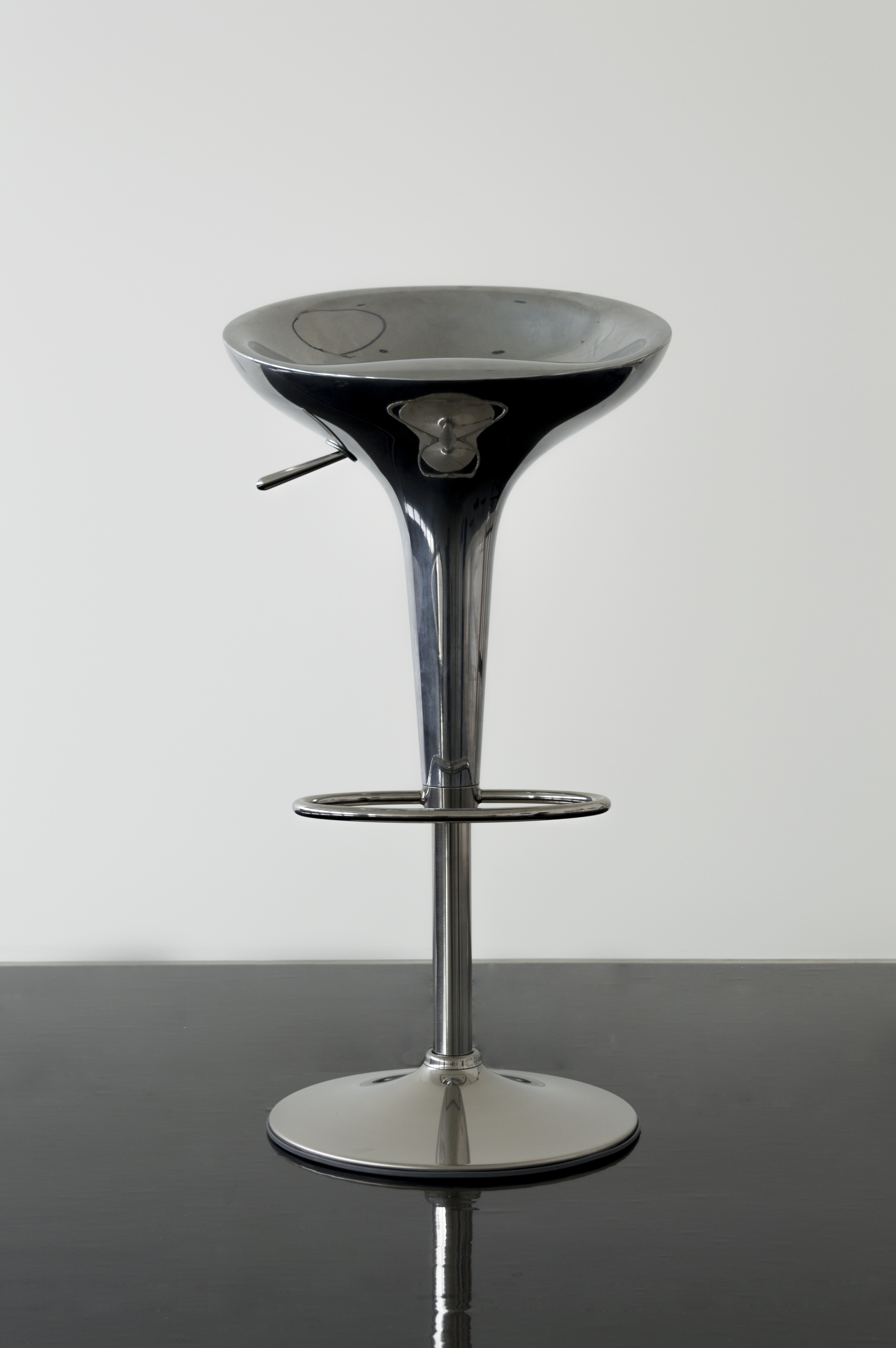
Tabouret à pied unique.